# 瑪蒂爾德 (比利時王后)
瑪蒂爾德王后（法語：Reine Mathilde，1973年1月20日—），原名玛蒂尔德·玛丽·克里斯蒂亚娜·吉莱娜·迪德凯姆·达科（法語：Mathilde Marie Christiane Ghislaine d'Udekem d'Acoz）是比利時王后，菲利普國王之妻。在嫁入王室之前，瑪蒂爾德是來自一位比利時伯爵之家，母親為波蘭古老貴族之後。雖然瑪蒂爾德王后能說英語、法語、荷蘭語和意大利語與基本的西班牙文，但只會基本的波蘭語寒暄——因為母親不認為有其必要，所以並未教女兒自己的母語。。她生有四名子女。她是比利時歷史上首位在比利時出生的王后及現今歐洲中的唯一一位貴族出身的王后。

## 生平
1973年， 瑪蒂爾德生於于克勒伊迪絲·卡維爾醫療中心（Edith Cavell Hospital），她是帕特里克·迪德凯姆·达科伯爵和伯爵夫人安娜·瑪利亞的長女。

## 头衔与荣誉
- 1973年1月20日 – 1999年12月4日：瑪蒂爾德·迪德凯姆·达科貴女（Jonkvrouw  Mathilde d'Udekem d'Acoz）
- 1999年12月4日 – 2013年7月21日：布拉班特公爵夫人、王儲妃殿下（HRH  The Duchess of Brabant , Princess of Belgium）
- 2013年7月21日 – 至今：王后陛下（HM  The Queen of the Belgians）

### 比利时勋章奖章
- 利奥波德大绶勋章

### 外国勋章奖章
- 基督大十字勋章（葡萄牙，2006年3月8日公布[2]）
- 大象勋章（丹麦，2017年3月28日[3]）
- 恩里克王子勋章大颈饰（葡萄牙語：Ordem do Infante D. Henrique）（葡萄牙，2018年10月22日公布[2]）